# 平松誠四郎
平松 誠四郎（ひらまつ せいしろう、1954年（昭和29年）1月3日 - ）は、長崎放送の元アナウンサー・報道記者。

## 来歴・人物
長崎県出身。立教大学卒。アナウンサーを目指したきっかけは『ジェットストリーム』で城達也のDJを聴いたことだったという。
かつてはバラエティ番組、音楽番組など芸能方面の番組を担当。ラジオで日曜日に放送されていたある電リク番組のパーソナリティを務めていた時は、ファンからの電話がなぜか自宅にかかり続けてくるようになったため、電話帳に名前が載せられなくなってしまったことがあったという。
その後『ラジオ夕刊・きょうも一日ご苦労さん!』など、報道・ニュース番組のキャスターへ転じ、報道記者も務める。
長崎市内のグラバー邸に、平松家からソファを提供したことがある。

## 現在の担当番組
- あさかラ!（月曜 - 金曜 9:00 - 11:50）※木曜～金曜

## 過去の担当番組
- 報道センターNBC - 初代総合司会（1990年度-1997年度）と2003年度-2005年度の通算10年度総合司会を務めた。
- スポーツ中継（TV・ラジオ）
- 誠四郎電リク170分（ラジオ）
- ときめきワイド Lスタからにんにちは（ラジオ）[1]
- サウンズ・ウイズ・コーク（ラジオ）[1]
- 誠四郎のしっとっと（ラジオ）[1]
- NBCラジオ夕刊（ラジオ）
- UPるトゥディ（TV）…番組プロデューサーとして担当
- 週間ブーメラン(TV)
- ラジオ朝刊 おはようラジオ!（ラジオ）※2014年3月まで月曜〜金曜
- 集まれ!飛び出せ!団塊フレンズ（ラジオ）※プロデューサーとして担当